# ドリームボーカルオーディション
ドリームボーカルオーディションとは、キングレコード主催、講談社の『ViVi』『with』『ヤングマガジン』の3誌をオフィシャルサポーターにした、未来の歌姫を発掘するために開催した全国オーディション。

## 審査
1次審査
郵送とインターネットにより受け付け。書類と音源による審査を行う。応募総数1万組（公式発表）。
2次審査
全国5都市（札幌、東京、大阪、博多、名古屋）で開催。課題曲と自由曲をステージで披露。30組へ絞り込まれる。
3次審査
公式サイトで一般ユーザー参加型の審査を実施。2次審査会場の歌声、インタビュー動画、ブログなどが評価対象となる。最終審査へ進む15組を決定。
最終審査
2012年5月26日、赤坂BLITZで開催。公式サイト、Ustream、Ameba Studio、アクトビラを使ったライブ配信を実施。

## 受賞者
- Dream Vocalist loved by ViVi賞 - 塩ノ谷早耶香[1]
- Dream Vocalist loved by with賞 - 泉沙世子[1]
- Dream Vocalist loved by ヤングマガジン賞 - 上野優華[1]
- キングレコード特別賞 - 川部かりん、池田有希、野田愛実子[1]

## 「どーも、ドリームボーカリストです。」
毎週水曜20時から公式サイトでUSTREAMを使った生配信を実施。2012年5月26日の第0回は、グランプリの3名がスタジオに登場したが、6月6日よりスタートしたレギュラー配信では、東京在住の泉彩世子のみがスタジオ参加。塩ノ谷早耶香、上野優華はGoogle+ ハングアウトを使い、自宅から番組に参加している。レギュラー配信は公式サイトとUSTREAM、YouTubeの公式チャンネルでアーカイブを視聴できる。番組タイトルと番組ロゴは公式サイト上でユーザーから募集。生番組内で3人とスタッフの多数決により決定。2012年8月31日をもって生配信を終了。以降は3名に密着したドキュメンタリー番組に変わり、2012年12月13日配信で終了。